# Varlosen
Varlosen ist ein Ortsteil der Gemeinde Niemetal im Landkreis Göttingen im südlichen Niedersachsen.

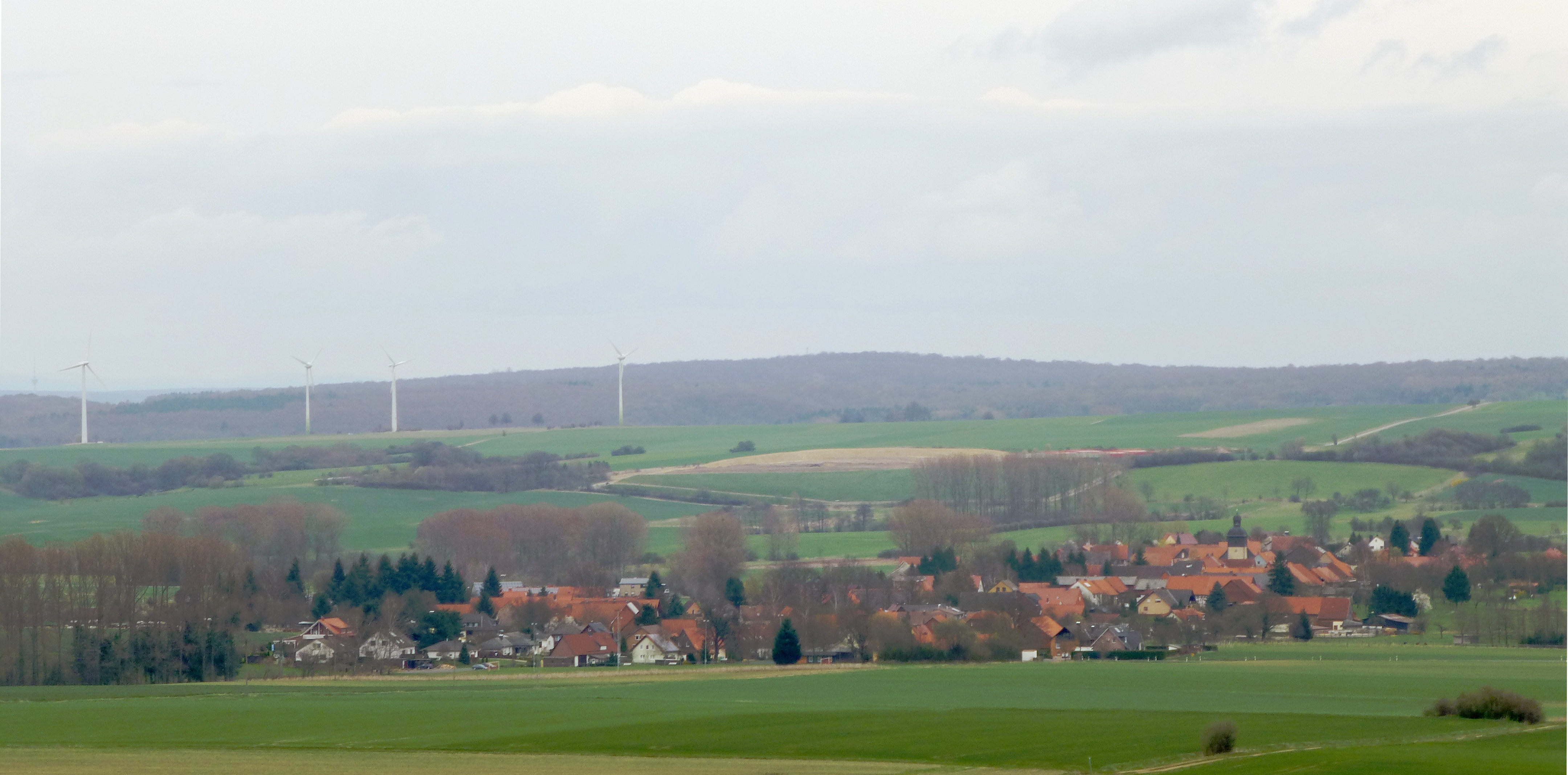
Südwestansicht des Ortes

## Geographische Lage
Varlosen liegt östlich des Bramwaldes am Oberlauf der Nieme im Naturpark Münden.

## Geschichte
Varlosen wurde erstmals in einer im 12. Jahrhundert gefälschten Urkunde erwähnt, die auf das Jahr 1093 datiert ist. Der Ortsname lautet dort „Vereldehusen“. Es handelt sich dabei um eine Schenkungsurkunde Heinrichs des Reichen von Northeim an das neugegründete Kloster Bursfelde. Von 1291 bis 1830 besaß das Kloster Hilwartshausen jenes damals vom adligen Herrn Conrad von Schöneberg übertragene Zehnt als Lehen. Herzog Albrecht II. schenkte am 21. Juni 1298 2½ Hufen Landes zu Vereldehusen der in Göttingen neu erbauten St.-Nikolai-Kirche. Eine weitere Besitzübertragung fand im Jahr 1374 statt, als die Ratsherren zu Münden eine Urkunde ausstellten, die besagt, dass Johann Siepel und seine Frau Gisela sowie deren Kinder „das kleine Gut“ in Varlosen den Brüdern Hermann und Johann, Söhne des Ludolph von Eschene, verkauften. Zu Beginn des 19. Jahrhunderts wurde Varlosen Bestandteil des Kantons Dransfeld im Distrikt Göttingen des Königreichs Westphalen. Später, nach Auflösung des Dransfelder Kantons, gelangte Varlosen zum Amt Münden, wo es zum Unteramt gehörte. Zu jener Zeit, um die Mitte des 19. Jahrhunderts, hatte es etwa 419 Einwohner und 75 Häuser. Für das Jahr 1860 ist die Zugehörigkeit Varlosens zum kurzlebigen Amt Dransfeld belegt. Ab 1885 gehörte die Gemeinde zum Landkreis Münden.
Am 1. Januar 1973 wurden die Gemeinden Varlosen, Ellershausen bei Münden, Imbsen und Löwenhagen zur neuen Gemeinde Niemetal im Landkreis Göttingen zusammengeschlossen.

## Baudenkmale
In der Liste der Baudenkmale in Niemetal sind für Varlosen 26 Baudenkmale aufgeführt.

## Persönlichkeiten

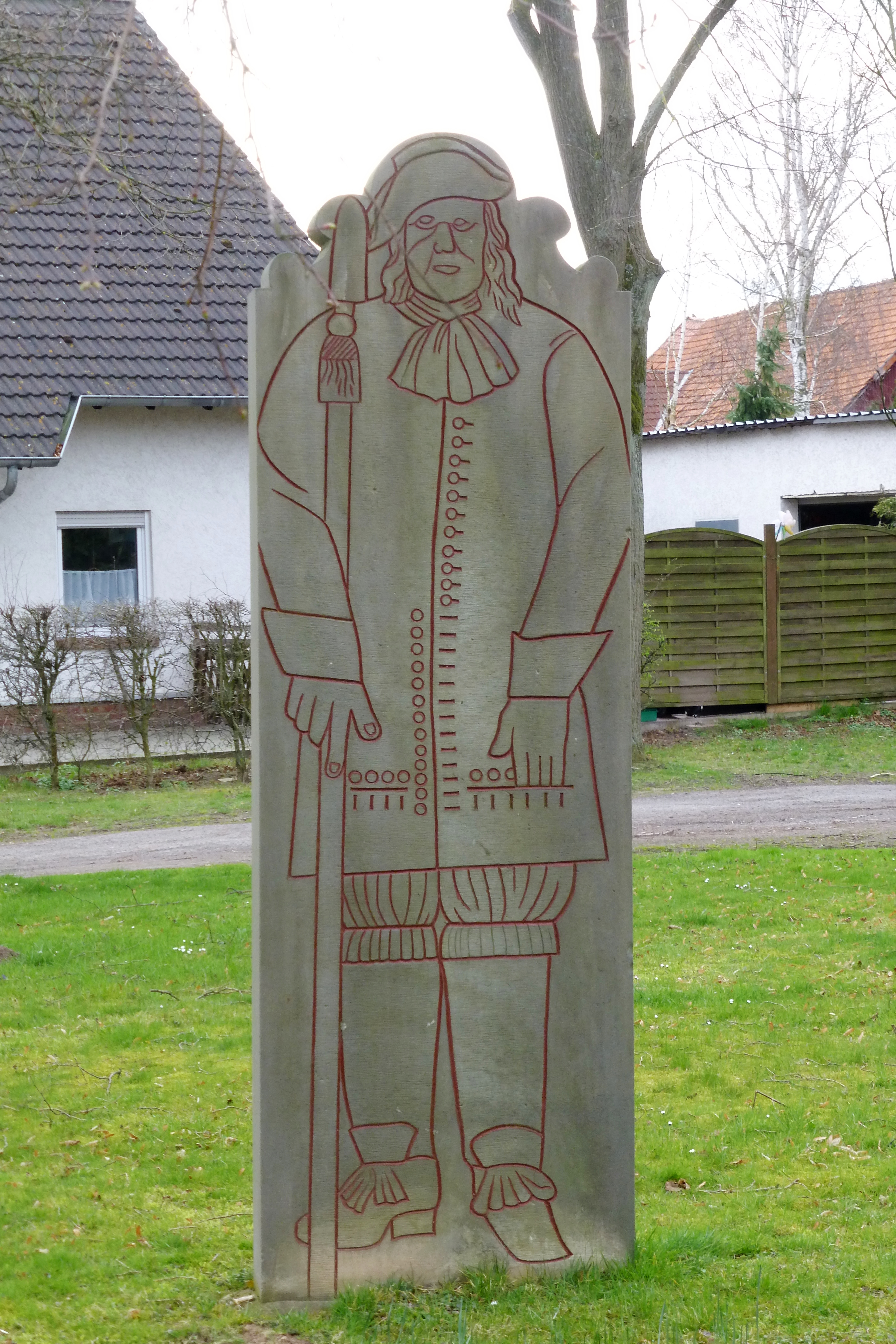
Gedenkstein des langen Christoffel in Lebensgröße

Christoffel Münster (1632–1676) war mit 2,48 m der größte Sohn Varlosens. Er wurde vom Herzog Christian Ludwig von Hannover zu seinem Leibwächter ernannt. Das Wappen des Ortes zeigt den langen Christoffel.

## Wappen
| Wappen von Varlosen | Blasonierung: „In Rot ein golden (gelb) bekleideter Mann mit silbernem (weißem) Haar, Gesicht und Händen, einen schrägrechten Speer mit goldenem (gelbem) Schaft und silberner (weißer) Spitze haltend; zwischen den Beinen eine silberne (weiße) Gans.“                                    |
| Wappen von Varlosen | Wappenbegründung: Varlosen ist bekannt als der Geburtsort des 2,48 m großen „langen Christoffel“. Christoph Münster hütete als Junge die Gänse des Dorfes und war Leibdiener des Herzogs Christian Ludwig von Braunschweig-Lüneburg. Die Wappenfigur entspricht dem Bildnis der Grabstelle. |

## Verkehr
Varlosen ist über die Kreisstraße 202 oder die Landesstraße 560 von der Bundesstraße 3 aus zu erreichen.

## Sport
Der Varloser Sportverein TSV Jahn Varlosen richtet seit mehreren Jahrzehnten einmal jährlich im April die Breitensportveranstaltung Varloser Crosslauf aus.